# Бугат (Булган)
Бугат (монг. Бугат) — сомон аймака Булган, Монголия.
Центр сомона — посёлок Бугат находится в 45 километрах от города Булган и в 360 километрах от столицы страны — Улан-Батора.
Есть школа, больница, культурно-торговые центры.

## География
На территории сомона расположились горы Бурэн (2100 метров), Бугат, Гуен. В низовьях находятся долины притоков реки Селенга. Водятся волки, лисы, рыси, косули, олени, зайцы, а также множество водоплавающих птиц и рыб.
Климат резко континентальный. Средняя температура января -21°С, июля +18°С. Годовая норма осадков составляет 400 мм.
Имеются запасы меди, молибдена, каменного угля.